# Marc Roguet
Marc Marie André Roguet (ur. 29 marca 1933 w Pargny) – francuski jeździec sportowy. Złoty medalista olimpijski z Montrealu.
Sukcesy odnosił w skokach przez przeszkody. Igrzyska w 1976 były jego jedyną olimpiadą. Triumfował w konkursie drużynowym. Startował na koniu Belle de Mars. W skład francuskiej reprezentacji wchodzili również Hubert Parot, Marcel Rozier i Michel Roche.